# Kirk Francis
Kirk Francis (* 27. August 1947 in Oakland, Kalifornien) ist ein US-amerikanischer Tontechniker.

## Leben
Francis begann seine Karriere im Filmgeschäft 1972. Bis zu seinem Ruhestand im Jahre 2015 arbeitete er an 63 Filmproduktionen, darunter drei Filme aus der Jason-Bourne-Filmreihe und Steven Spielbergs Indiana Jones und das Königreich des Kristallschädels. Gelegentlich arbeitete Francis auch für Fernsehproduktionen, darunter Episoden der Fernsehserien Remington Steele, NAM – Dienst in Vietnam und Hawaii Five-0. 1998 war er für L.A. Confidential erstmals für den Oscar in der Kategorie Bester Ton nominiert. Während die Auszeichnung in diesem Jahr an Titanic ging, konnte Francis für L.A. Confidential den BAFTA Film Award in der Kategorie Bester Ton gewinnen. Bei seiner zweiten Oscar-Nominierung 2008 erhielt er gemeinsam mit Scott Millan und David Parker den Preis für Das Bourne Ultimatum. Für den Film erhielt er zudem seinen zweiten BAFTA Film Award.

## Filmografie (Auswahl)
- 1973: Unternehmen Staatsgewalt (Executive Action)
- 1978: Weitere Abenteuer der Familie Robinson in der Wildnis (The Further Adventures of the Wilderness Family)
- 1984: Dreamscape – Höllische Träume (Dreamscape)
- 1985: Baby – Das Geheimnis einer verlorenen Legende (Baby: Secret of the Lost Legend)
- 1986: Feuerwalze (Firewalker)
- 1986: Rocket Man (The Best of Times)
- 1990: Texasville
- 1992: Weiße Jungs bringen’s nicht (White Men Can’t Jump)
- 1993: Schlaflos in Seattle (Sleepless in Seattle)
- 1995: Mr. Holland’s Opus
- 1997: L.A. Confidential
- 2000: Die WonderBoys (Wonder Boys)
- 2003: Hollywood Cops (Hollywood Homicide)
- 2004: Die Bourne Verschwörung (The Bourne Supremacy)
- 2007: Das Bourne Ultimatum (The Bourne Ultimatum)
- 2008: Indiana Jones und das Königreich des Kristallschädels (Indiana Jones and the Kingdom of the Crystal Skull)
- 2012: Das Bourne Vermächtnis (The Bourne Legacy)
- 2013: 12 Years a Slave
- 2015: Jurassic World

## Auszeichnungen
- 1998: Oscar-Nominierung in der Kategorie Bester Ton für L.A. Confidential
- 1998: BAFTA Film Award in der Kategorie Bester Ton für L.A. Confidential
- 2008: Oscar in der Kategorie Bester Ton für Das Bourne Ultimatum
- 2008: BAFTA Film Award in der Kategorie Bester Ton für Das Bourne Ultimatum